# Trond Erik Bertelsen
Trond Erik Bertelsen (ur. 5 czerwca 1984 w Stavanger) – norweski piłkarz występujący na pozycji obrońcy. Obecnie jest zawodnikiem klubu Viking FK.

## Kariera klubowa
Bertelsen zawodową karierę rozpoczynał w 2001 roku w klubie FK Haugesund z 1. divisjon. W 2004 roku spadł z zespołem do 2. divisjon. Wówczas opuścił drużynę. W Haugesund spędził w sumie 4 sezony. W tym czasie rozegrał tam 78 ligowych spotkań.
W 2005 roku przeszedł do Fredrikstad FK, występującego w Tippeligaen. W tych rozgrywkach Bertelsen zadebiutował 10 kwietnia 2005 w zremisowanym 1:1 meczu z Lyn Fotball. 29 maja 2006 w wygranym 5:3 spotkaniu z Tromsø IL strzelił pierwszego gola w trakcie gry w Tippeligaen.
W 2007 roku Bertelsen został graczem klubu Viking FK, również z Tippeligaen. W tym samym roku zajął z zespołem 3. miejsce w lidze. Pierwszy ligowy mecz w barwach Vikinga zaliczył tam 30 marca 2008 przeciwko Strømsgodset IF (1:0).

## Kariera reprezentacyjna
W reprezentacji Norwegii Bertelsen zadebiutował 26 stycznia 2006 w przegranym 1:2 towarzyskim meczu z Meksykiem.